# Józef Rybiński
Józef Rybiński (ur. 20 października 1912 we wsi Saczkowce koło Kuźnicy w Podlaskiem, zm. 1986) – polski pisarz, dziennikarz, publicysta. Pracował w tygodniku Panorama Północy.

## Wydał wspomnienia
- Słońce na miedzy T. 1 (Wydawnictwo Pojezierze, 1979)
- Słońce na miedzy T. 2 (1981)